# الحافظة (طور الباحه)

تعديل مصدري - تعديل

الحافظة هي إحدى قرى عزلة طور الباحــة بمديرية طور الباحة التابعة لمحافظة لحج، بلغ تعداد سكانها 139 نسمة حسب تعداد اليمن لعام 2004.